# قانون حماية جودة الغذاء
قانون حماية جودة الغذاء، مرره الكونجرس بإجماع في عام 1996، ووقع عليه الرئيس بيل كلينتون في الثالث من أغسطس من نفس العام. وحد هذا القانون معايير تنظيم استخدام السماد لوكالة حماية البيئة ((EPA، كما قام بتعديل القانون الفدرالي للمبيدات الحشرية والفطريات والقوارض، فضلًا عن القانون الفدرالي للغذاء والدواء ومواد التجميل. وأنشأ معيار صحي للمبيدات المستخدمة بالغذاء وقام بإعطاء حماية خاصة للأطفال والرضع، كما سهل الموافقة على المبيدات الآمنة وقام بإنشاء حوافز لمبيدات أكثر أمانًا وكما اشترط أن يكون تسجيل المبيد حالي.
وتعد أحد أهم نصوص هذا القانون الحمايات المحددة  للأطفال والرضع به، والتي كانت موضوع الأكاديمية الوطنية للعلوم في تقرير لها عام 1993، بعنوان «المبيدات بغذاء الأطفال والرضع». وقد استشهدت وكالة الطاقة والبيئة به لتحفيز صدور قانون حماية جودة الغذاء.

## الخلفية
قدم للكونجرس الأمريكي تشريعات مماثلة في عام 1995، ولكن لم يتم التصرف تجاهها. في عام 1996، تغير الواقع السياسي وظهرت ضغوطات جديدة للعمل على السيطرة على المبيدات الحشرية. في عام 1991، قاضى ائتلاف من المجموعات البيئية وكالة حماية البيئة لفشلها في تطبيق بند ديلاني. وقد منع بند ديلاني –وهو تعديل على القانون الفدرالي للأغذية والأدوية ومستلزمات التجميل- كل الأغذية التي تحتوي على أي أثر لمبيدات قد تسبب السرطان. وبالرغم من أن وكالة حماية البيئة قد دفعت بأن هذا القانون كان قد عفا عليه الزمن وأنه لا يجب تطبيقه على الوضع الحالي، إلا أن التحالف فاز في 1995، واختارت وكالة حماية البيئة منع 80 نوع  من المبيدات في أواخر 1996. وتحت هذه الظروف الجديدة والاضطرارية، أصبح الكونجرس قادرًا على تمرير مشروع بقانون، رحب به طرفي النزاع، المزارعون ومصنعي الأغذية ومصنعي المبيدات حيث كانوا فرحين برحيل بند ديلاني، بينما كانت المجموعات البيئية والمدافعين عن المستهلك، مسرورين بإنشاء معايير سلامة رسمية مع التركيز على الأطفال. وكان قد أشاد «جون كادي»، رئيس هيئة معالجة الأغذية الوطنية، بالقانون قائلًا بأنه بُني على علم حديث وحقيقي.

## متطلبات القانون

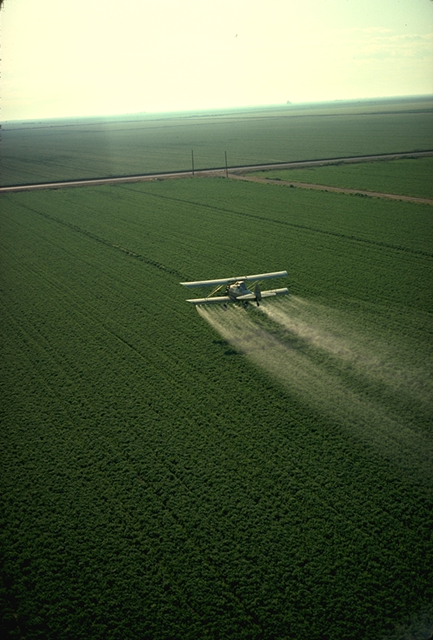
آلة رش المبيدات على المحاصيل

لقانون حماية جودة الغذاء في لسنة 1996 المتطلبات التالية:

### تحسين المعايير الصحية للسلع الغذائية
أنشأ قانون حماية جودة الغذاء (FQPA) معيار سلامة جديد (اليقين المعقول من الضرر) والذي يجب أن يطبق على كل السلع الغذائية. وبالإضافة لهذا المعيار أوجب القانون على وكالة حماية البيئة، أن تأخذ في الاعتبار المخاطر المحتملة التي قد تسببها المبيدات خاصة للأطفال والرضع. وقد تطلب أيضًا إعادة اختبار احتمال جميع المبيدات التي كانت موجودة في خلال العشر سنين الماضية. وعند تقدير الخطر مطلوب من وكالة حماية البيئة أن تأخذ المخاطر مجمعة (التعرض لمبيد من أكثر من مصدر) والتعرض التراكمي للمبيدات بآليات مماثلة للتسمم. ولفعل ذلك يجب على وكالة الطاقة والبيئة أن تؤسس سياسات علمية جديدة لتقييم المخاطر. وقد تطلب قانون حماية جودة الطعام أن تقوم وكالة الطاقة والبيئة أن تضع تسامحات لإستخدام المبيدات التي تقع تحت سيكشن 18 من القانون الفدرالي للمبيدات والفطريات والقوارض.(الإعفاءات الطارئة)

#### تقدير المخاطر التراكمية
وضعت وكالة حماية البيئة إرشادات لتحديد المخاطر التراكمية من التعرض بطرق متعددة لمجموعات المبيدات التي تتقاسم آلية سُميّة مشتركة. كما نشرت الوكالة إرشادات بشأن تحديد ما إذا كانت المواد الكيميائية تتشارك في آلية سُمية مشتركة، أي ما إذا كان يمكن تقييمها على أنها مجموعة آلية مشتركة. ويستند حساب المخاطر إلى الجرعة المضافة، حيث يتم قياس مستويات التعرض للمبيدات الفردية حسب قوتها النسبية ثم يتم جمعها. وتشمل بعض أوجه اللبس الرئيسية في هذا النهج، إمكانية تغير الفاعلية النسبية مع الجرعة، وإمكانية التفاعلات السميّة (الجرعة الإضافية لا تفترض أي تفاعلات سمية). وثمة حذر (احتياط) آخر هو أن تقييم المخاطر الناتجة ليست تقييمات كاملة للبيئة الصحية لجميع التعرضات الكيميائية، ولكنها تمثل فقط المخاطر الناجمة عن المبيدات التي تتقاسم آليات مشتركة.

### المبيدات الحشرية منخفضة المخاطر
كلف قانون حماية جودة الغذاء وكالة حماية البيئة أن تعجل من الموافقة على المبيدات الحشرية منخفضة المخاطر. وحتى يتم اعتبار المبيد منخفض المخاطر، يجب أن يتم إثبات تأثيرها البسيط على صحة الإنسان وأن تكون ذات سمية منخفضة على الأنواع غير المستهدفة وأن تكون احتمالية تلويث المياه الجوفية بسيطة.

#### الاستخدامات الصغيرة
يتطلب القانون من وكالة حماية البيئة أن تولي اهتماما خاصا لمبيدات الآفات المستخدمة في المنتجات التي لديها أقل من 300,000 فدان من إجمالي إنتاج الولايات المتحدة أو المنتجات التي ليس لديها حوافز اقتصادية كافية إما لدعم التسجيل الأولي أو استمرار التسجيل.

### مبيدات غير ضارة بالصحة
يُحتم قانون حماية جودة الغذاء على وكالة حماية البيئة أن تنشأ قائمة من الآفات التي تعد ذات تأثير كبير على الصحة العامة، وأن تعطي أهمية خاصة للمبيدات التي لها أغراض للصحة العامة. كما أن وكالة حماية البيئة (EPA) مطالبة أيضًا بتقديم إعفاءات من رسوم الصيانة وتشجيع الاستخدام الآمن والضروري للطرق / المبيدات الحشرية التي تقاوم أو تسيطر على الآفات التي تعتبر ذات تأثير عليها. كما توفر وكالة حماية البيئة رسوم للتنازل عن المبيدات المستخدمة للآفات التي تعد ذات تأثير على الصحة العامة.

#### الإصلاح المضاد للميكروبات
ويتطلب قانون حماية جودة الغذاء من وكالة حماية البيئة التعجيل بمراجعة الطلبات التي تطلب تسجيل المنتجات المضادة للميكروبات. يعفي قانون حماية جودة الغذاء (FQPA) أيضُا بعض المنتجات المضادة للميكروبات من أحكام (الحاوية) التي نص عليها القانون الفدرالي للمبيدات الحشرية والفطرية والقوارض.

#### مبادرات وزارة الزراعة الأميركية
يتطلب قانون حماية جودة الغذاء إجراء استبيانات استهلاك الغذاء التي تتبع استهلاكه وتتتبع أيضًا السلوكيات ذات الصلة للسكان في الولايات المتحدة. ويكلف هذا القانون (FQPA) جمع بقايا المبيدات واستخدام البيانات.كما كلف القانون تعزيز الحلول المتكاملة لمكافحة الآفات.

#### متطلبات آخرى
يحتم قانون حماية جودة الغذاء (FQPA)أن يتم مراجعة تسجيل مبيدات الحشرات بشكل دوري، بهدف مرة واحدة كل 15 سنة. كما يتطلب أيضًأ تغييرات في جمع رسوم كمية مخلفات مبيدات الآفات المسموح به، مع زيادة الرسوم من 14 مليون دولار إلى 16 مليون دولار للمساعدة في إعادة تقييم التسامحات. ويفرض القانون على وكالة حماية البيئة فحص مبيدات الحشرات لتعطيل نظام الغدد الصماء على وجه التحديد. ويتطلب أيضًا (FQPA) من وكالة حماية البيئة وضع برنامج تعليمي متكامل لمكافحة الآفات وتطبيق أبحاث متكاملة لمكافحة الآفات.و يشجع القانون مواكبة حد تحمل مبيدات الآفات المسموح بها في الولايات المتحدة مع تلك المعايير الدولية. ولا يسمح تحت قانون حماية الغذاء أن تضع الولايات حدود لتحمل الآفات مختلفة عن وكالة حماية البيئة ويكون على الوكالة تنسيق متطلبات البيانات فيما بين الولاية والمستويات الفدرالية. ويكون على الوكالة تطوير وتوزيع كتيبات السلامة الغذائية وأن تنشأ تقرير سنوي عن تطور برنامج التسجيل لديها.

## التأثير
شَكل قانون حماية جودة الغذاء أكبر تغيير شامل لقوانين سلامة الأغذية ومبيدات الآفات على مدار عقود، كما أنه مثل تحديًا لوكالة حماية البيئة في التطبيق. وقد تحركت وكالة حماية البيئة مباشرة بعد سن القانون «حماية جودة الغذاء» لإنشاء لجنة استشارية لسلامة الغذاء. وأُنشأت اللجنة بهدف تعزيز منظومة تطبيق عامة ومفتوحة. وفي خلال 10 سنوات، نجحت منظمة حماية البيئة في إعادة تقييم 99% من الأنواع المسموح بها من المبيدات (وصت بإلغاء 3,200، وبتعديل 1,200 ووافقت على 5,237). وبالإضافة إلى إعادة تقييم أنواع المبيدات المسموح بها، قامت وكالة الطاقة باستيعاب استخدام فئات خاصة من المبيدات، كما تناولت قضية السياسة العامة للدراسات السريرية للتحقق من آثار مبيدات الآفات، وأيضًا قامت بتعجيل وجود مبيدات آمنة.
وبالإشارة إلى التناقضات بين ما يشكل بيانات موثوقة عند تحديد ما إذا كان سيتم زيادة هامش الأمان عشرة أضعاف أم لا، قال ريتشارد فايس (خبير مبيدات الآفات مع مجموعة العمل البيئية)، «فشلت وكالة حماية البيئة في الامتثال للهدف الواضح ولمتطلبات القانون». في حين اشتكى نشطاء البيئة، وكذلك المزارعون. وبما أن قدرتهم على جني محاصيل عالية كانت مهددة، قال المزارعون إن وكالة حماية البيئة تنفذ بشكل غير عادل سياسة «الخطر صفر» بدلاً من سياسة «اليقين المعقول لعدم الضرر». وردت وكالة حماية البيئة قائلة إنه على الرغم من أنها كانت أكثر صرامة بعد مرور القانون، إلا أنها لم تكن تعمل تحت  قاعدة لا خطر/لا ضرر.

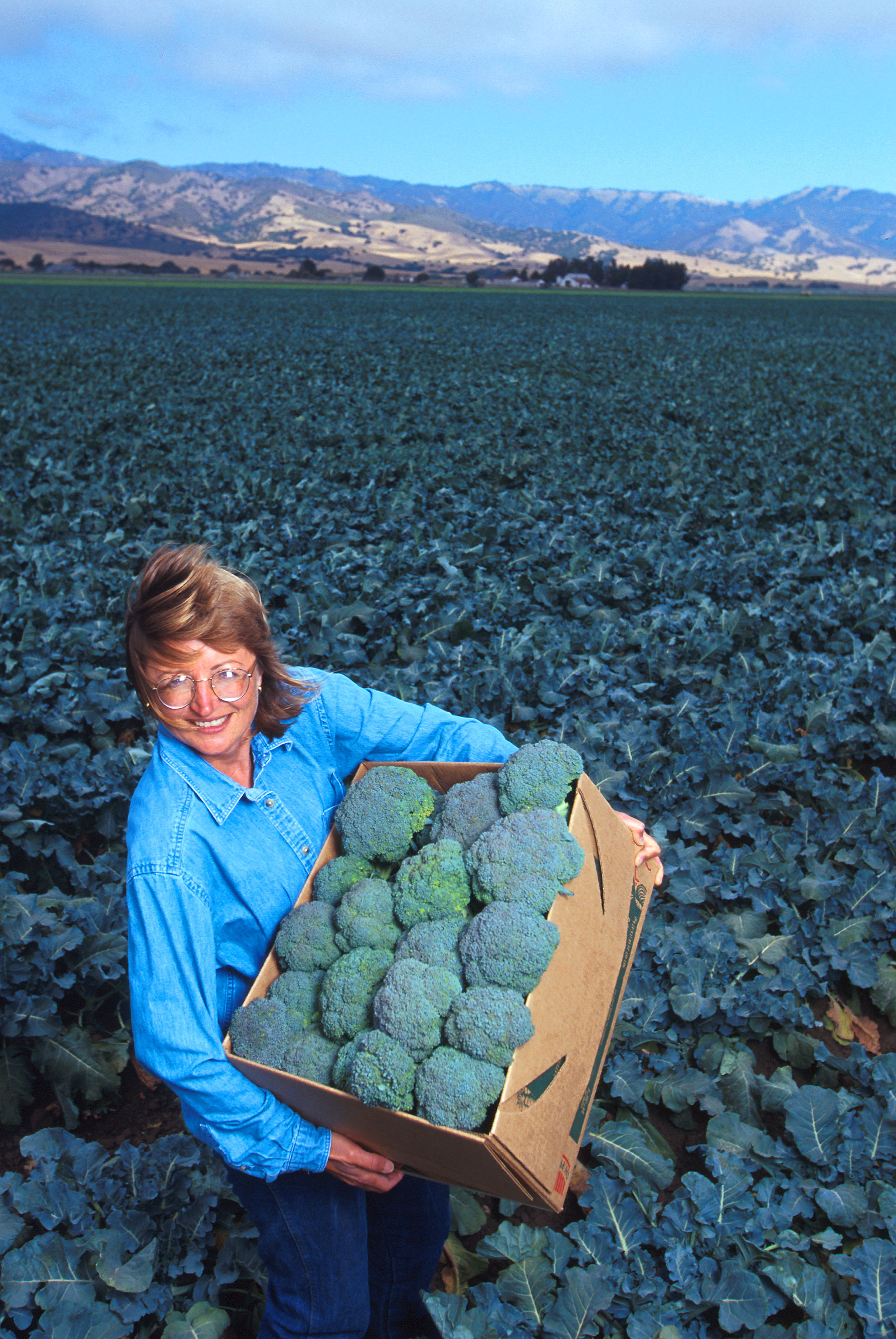
المهندسة الزراعية شارون بينزن وهي تظهر محصول ثمار البروكلي في آنية اختبار وسوف يتم استخدام المحاصيل للمساعدة في تحديد مستوى بقايا المبيدات المناسب.

## التركيز على الأطفال
أول مرة يُطلب فيها من وكالة حماية البيئة التصدي مباشرة للمخاطر التي تشكلها المبيدات على الرضع والأطفال كانت من قانون حماية جودة الغذاء. ونظرًا لأن الأطفال أصغر حجمًا، فإن المبيدات التي يتناولونها يكون لها تأثير أكبر نسبيًا عليهم. وتطلب قانون حماية جودة الغذاء من وكالة حماية البيئة فرض هامش أمان 10 مرات أكثر من ذي قبل، إذا كان لا يمكن توفير بيانات موثوقة تثبت أن المبيدات لا تشكل خطرًا على الأطفال. وبعد صدور القانون، قال الرئيس السابق بيل كلينتون: "إذا كان المبيد يشكل خطراً على أطفالنا، فلن يكون في طعامنا.
في عام 1999، حظرت وكالة حماية البيئة معظم استخدامات «ميثيل الباراثيون» و«ميثيل الأزينفوس»، مشيرة إلى المخاطر التي تشكلها على الأطفال. كل من «ميثيل الباراثيون» و«ميثيل الأزينفوس» هما «فوسفات عضوي». مواد «الفوسفات العضوية» هي عبارة عن مبيدات حشرية تقتل الحشرات عن طريق تعطيل النبضات العصبية. ولسوء الحظ، هذه المبيدات لها نفس التأثير على البشر. في عام 2000، حظرت وكالة حماية البيئة «فوسفات عضوي» آخر وهو «الكلوربيريفوس»، الذي كان شائعا في صناعة الزراعة، والمنظفات المنزلية ومنتجات مكافحة الحشرات، وذلك بسبب دراسة تبيّن أن «الكلوربيريفوس» يسبب الضعف والتقيؤ والإسهال في أطفال الفئران.
ولم يتم تلقي القيود المفروضة على هذه المبيدات الحشرية باتفاق جيد من قبل المجموعات خارج وكالة حماية البيئة، على الرغم من التكليف سلامة بها لسلامة الأطفال. واحتج كلٌ من ممثلي الزراعة والبيئيين بعد اتخاذ وكالة حماية البيئة قراراتها. ونشرت «أخبار الأعمال الكيميائية» مقالًا فحواه أن فكرة أن المبيدات الحشرية تشكل مخاطر خاصة للأطفال هي في الواقع قضية مثيرة للفزع لا تستند إلى العلم. وزعمت الجماعات الزراعية أن حظر «الفوسفات العضوي» قد يتسبب في خسارة سنوية للصناعة الزراعية تبلغ 1.8 مليار دولار. وكان رد أنصار البيئة أن دور وكالة حماية البيئة كان يتقلص تحت ضغط هذه الجماعات ويحتاج إلى الحفاظ على معايير السلامة القانونية المنصوص عليها في قانون حماية الجودة الغذائية. وردًا على ذلك نشرت وكالة حماية البيئة تقريرًا يقول أنهم يصرون على قراراتهم وأن زيادة السلامة بمقدار 10 أضعاف كانت للوقاية والحذر ولا تنطبق إلا في ظروف خاصة.

## مناقشة الدراسات السريرية
في عام 1998، علّقت وكالة حماية البيئة الدراسات السريرية، أو الدراسات البشرية، مشيرة إلى كل من المخاوف الأخلاقية والعلمية. وفي حين أن استخدام الدراسات السريرية لتحمل المبيدات بدأ في الانخفاض منذ عام 1980، فإن قانون حماية جودة الغذاء أعاد الاهتمام بهذه الممارسة. من خلال الاختبار على البشر، يمكن لمصنّعي المبيدات الحشرية إزالة حدود الأمان الإضافية المطلوبة عند استخدام البيانات التي تم جمعها من التجارب على الحيوانات. وبعد التعليق، أمرت وكالة حماية البيئة من الأكاديمية الوطنية للعلوم أن تجتمع بلجنة من الخبراء لتحديد الحل الأخلاقي لجدل الدراسات البشرية. وبعد أن أنشأت الأكاديمية الوطنية للعلوم اللجنة، أعطى كل من مصنعي المبيدات الحشرية والبيئيين آرائهم الخاصة. وجادل فريق العمل البيئي ومجلس الدفاع عن الموارد الطبيعية بأن الدراسات السريرية كانت غير دقيقة وخاطئة من الناحية الأخلاقية. أما رأي مصنعي مبيدات الآفات فهو أن الدراسات السريرية ليست هامة فحسب، بل يجب السماح لها بإجراء الاختبارات لتحديد أنه «لا توجد تأثيرات ضارة يمكن ملاحظتها»، بمعنى أنها تدير الدواء حتى يتم ملاحظة تأثيره
في عام 2004، أصدرت الأكاديمية الوطنية للعلوم تقريراً يدعم استخدام الدراسات السريرية بموجب لوائح صارمة؛ اللوائح أوضحت أن فائدة الدراسة على المجتمع تفوق المخاطر التي يتعرض لها الفرد، وأن تُجرى الدراسة بموجب قانون أخلاقي صارم، وأن يكون هناك يقين بأنه لن يحدث أي ضرر للمشاركين وأنه لن يكون هناك دراسة أخرى ممكنة.
وفي عام 2005، التزمت هيئة حماية البيئة، وفقًا لتوجيهات الكونجرس، بلوائح الدراسات البشرية، التي لا تسمح باستخدام النساء الحوامل أو الأطفال في الدراسات الإنسانية، وتلتزم باتباع تشريع أخلاقي صارم وإنشاء هيئة مراجعة للدراسات الإنسانية للإشراف على استخدام الدراسات البشرية. وتعتبر وكالة حماية البيئة هذه اللوائح باعتبارها انجازًا كبيرًا في السياسة العامة.